# ياو تونجبين
ياو تونجبين (في اللغة الصينية: 姚桐斌؛ 3 سبتمبر 1922-8 يونيو 1968) عالمًا صينيًا وأحد أبرز مهندسي الصواريخ في الصين. حصل في عام 1999، على جائزة استحقاق "قنبلتي وقمر صناعي واحد" لمساهماته في هندسة الصواريخ الصينية.

## النشأة والتعليم
ولد ياو في ووشي بمقاطعة جيانغسو تخرج من قسم المعادن في كلية الهندسة الوطنية تانغشان، التي تسمى الآن جامعة جنوب غرب جياوتونغ في يوليو 1945، وحصل على الدكتوراه في هندسة السبائك من جامعة برمنغهام في المملكة المتحدة في عام 1951. في يونيو 1953، حصل ياو على دبلوم في علم المعادن من المدرسة الملكية للمناجم، كلية لندن الامبراطورية. بدعوة من يوجين بيووارسكي من جامعة روث اخن، انتقل إلى ألمانيا الغربية في أوائل عام 1954 وعمل في جامعة روث آخن كمساعد باحث في ما كان يُعرف آنذاك باسم معهد المعادن الحديدية.

## الحياة المهنية
بعد عودته من ألمانيا في عام 1957، عمل ياو في الصين أولاً كباحث مشارك في معهد الأبحاث الخامس التابع لوزارة الدفاع الصينية، ثم مديرًا لمعهد أبحاث المواد وتكنولوجيا العمليات.
بعد عودته إلى الصين في سبتمبر 1957، خدم ياو في الوزارة الخامسة لبناء الالات التابعة لوزارة الدفاع الوطني، برئاسة تشيان شيويه سن. ساعد في تأسيس معهد المواد والتكنولوجيا (الذي انضم لاحقًا إلى الوزارة السابعة لبناء الآلات وأصبح مديرًا.

## الوفاة
بعد اندلاع الثورة الثقافية، أطاح المهندس الشاب يي جانغووانغ بقيادة الوزارة السابعة وأقال الوزير وانغ بينغ تشانغ ونائب الوزير تشيان شيوسين.
داخل الوزارة السابعة، ظهر فصيلان جماهيريان، يحملان اسم "915" و "916" على التوالي، في سبتمبر 1966. في حين أن الفصيل 915 يتألف بشكل أساسي من موظفي المكاتب الإدارية والعمال ذوي الياقات الزرقاء، فإن الفصيل 916 يتألف بشكل أساسي من العلماء والمهندسين والفنيين. سرعان ما تصاعدت الخلافات في الرأي بين الفصيلين إلى عراك، وانتشرت من الأكاديمية الثالثة إلى الأكاديمية الأولى ثم في جميع أنحاء الوزارة السابعة بأكملها. في 8 يونيو 1968، تعرض ياو تونجبين لاصابات ادت الى وفاته في منزله لاحقا. 

## إرث
بعد خسارة أحد أبرز مهندسي الصواريخ الصينيين، أمر تشوان لاي بتوفير حماية خاصة للخبراء التقنيين الرئيسيين. 
بعد نهاية الثورة الثقافية، حُكم على الجناة في عام 1979 بالسجن 15 عامًا و 12 عامًا بتهمة قتل ياو.
بسبب مساهمته الكبيرة في المواد والتكنولوجيا الفضائية في الصين، حصل ياو بعد وفاته على جائزة قنبلتين، قمر صناعي واحد في عام 1999 من قبل الحكومة الصينية، بعد أكثر من ثلاثة عقود من وفاته.